# جشنواره فیلم کن ۲۰۲۳
هفتاد و ششمین جشنوارهٔ فیلم کن (به انگلیسی: 2023 Cannes Film Festival) جشنوارهٔ سینمایی بود که از ۱۶ تا ۲۷ مه ۲۰۲۳ برگزار شد. روبن اوستلوند، فیلمساز سوئدی و برندهٔ دو نخل طلا، رئیس هیئت داوران این دوره از جشنواره بود.
پوستر رسمی جشنواره توسط لیونل آوینیون و استفان دو ویویس در هارتلند ویلا، ساخته شده است. تصویر این پوستر، اثر جک گاروفالو است و کاترین دنو بازیگر را در حین فیلم‌برداری تپش قلب نشان می‌دهد. این پوستر برای ادای احترام به دنو به‌خاطر مشارکت‌های او در فیلم‌ها انتخاب شد.
جشنواره با ژان دو باری به کارگردانی مایوین افتتاح شد و با فیلم بنیادین از پیکسار به کارگردانی پیتر سون به پایان رسید. جایزه نخل طلا را فیلم فرانسوی آناتومی یک سقوط برنده شد. این دوره از معدود دوره‌هایی بود که دو جایزهٔ افتخاری نخل طلا اهدا شد که به مایکل داگلاس و هریسون فورد داده شد. 

## هیئت داوران

### رقابت اصلی
- روبن اوستلوند، کارگردان و فیلمنامه‌نویس سوئدی، رئیس هیئت داوران[۶]
- پل دینو، بازیگر و کارگردان آمریکایی
- ژولیا دوکورنو، کارگردان و فیلمنامه‌نویس فرانسوی
- بری لارسون بازیگر و کارگردان آمریکایی
- دونی منوشه، بازیگر فرانسوی
- رونگانو نیونی، فیلمنامه‌نویس و کارگردان زامبیایی-ولزی
- عتیق رحیمی، کارگردان و نویسندهٔ افغان
- دامیان زیفرون، کارگردان و فیلمنامه‌نویس آرژانتینی
- مریم توزانی کارگردان و بازیگر مراکشی

### نوعی نگاه
- جان سی ریلی، بازیگر، فیلمنامه‌نویس و تهیه‌کننده آمریکایی، رئیس هیئت داوران
- پائولا بیر، هنرپیشه آلمانی
- دیوی چو، کارگردان کامبوجیایی-فرانسوی
- امیلی دوکن، بازیگر بلژیکی
- آلیس وینکور، کارگردان و فیلمنامه‌نویس فرانسوی

### دوربین طلایی
- آنائیس دموستیه، بازیگر فرانسوی، رئیس هیئت داوران
- میکائل بوخ، کارگردان و فیلمنامه‌نویس فرانسوی
- ناتالی دوراند، مدیر فیلمبرداری فرانسوی
- سوفی فریلی، مدیر کل شرکت فرانسوی تیترافیلم
- نیکلاس مارکاده، روزنامه‌نگار و منتقد فیلم فرانسوی
- رافائل پرسونناز، بازیگر فرانسوی

### سینه فونداسیون و فیلم‌های کوتاه
- ایلدیکو انیدی، کارگردان و فیلمنامه‌نویس مجارستانی، رئیس هیئت داوران
- آنا لیلی امیرپور، کارگردان و فیلمنامه‌نویس آمریکایی
- شلومی الکابتس، بازیگر، کارگردان، فیلمنامه‌نویس و تهیه‌کنندهٔ اسرائیلی
- شارلوت لوبون، بازیگر و کارگردان کانادایی
- کاریدجا تور، بازیگر فرانسوی

### هیئت منصفه مستقل

#### هفتهٔ بین‌المللی منتقدان
- آدری دیوان، کارگردان فیلم فرانسوی، رئیس هیئت داوران[۷]
- روی پوچاس، فیلمبردار پرتغالی
- فرانتس روگوفسکی، بازیگر آلمانی
- میناکشی شید، روزنامه‌نگار هندی و برنامه‌ریز جشنواره برلیناله
- کیم یوتانی، مدیر برنامه‌ریزی جشنوارهٔ فیلم ساندنس

#### نخل دگرباشی
- جان کامرون میچل، بازیگر آمریکایی، نمایشنامه نویس، فیلمنامه‌نویس، خواننده، ترانه‌سرا، تهیه‌کننده و کارگردان، رئیس هیئت داوران
- لوئیز شویلوت، بازیگر فرانسوی
- زنو گراتون، کارگردان بلژیکی
- ایزابل سندووال، کارگردان فیلیپینی
- سدریک سوچیوالی، روزنامه‌نگار، منتقد فیلم و برنامه‌ریز جشنوارهٔ فرانسوی

#### جایزه چشم طلایی
- کرستن جانسون، کارگردان، فیلمنامه‌نویس و فیلمبردار آمریکایی، رئیس هیئت داوران
- سوفی فاچر، بازیگر کانادایی
- اویدی، بازیگر، کارگردان و نویسندهٔ فرانسوی
- پدرو پیمنتا، تهیه‌کنندهٔ موزامبیکی
- ژان کلود راسپینژاس، روزنامه‌نگار و منتقد فرانسوی

## انتخاب رسمی

### در رقابت
فیلم‌های زیر برای رقابت نخل طلا انتخاب شدند:
| عنوان فارسی       | عنوان اصلی                   | کارگردان(ها)     | کشور (های) تولیدکننده                   |
| ----------------- | ---------------------------- | ---------------- | --------------------------------------- |
| آناتومی یک سقوط   | Anatomie d’Une Chute         | ژوستین تریه      | فرانسه                                  |
| استروید سیتی      | Asteroid City                | وس اندرسن        | ایالات متحده                            |
| بازگشت به خانه    | Le Retour                    | کاترین کورسینی   | فرانسه                                  |
| بانل و آداما      | Banel et Adama               | راماتا تولای سی  | سنگال                                   |
| برگ‌های افتاده     | Kuolleet lehdet              | آکی کائوریسماکی  | فنلاند                                  |
| بلوط پیر          | The Old Oak                  | کن لوچ           | انگلستان                                |
| تابستان گذشته     | L'été dernier                | کاترین بریا      | فرانسه                                  |
| جوانی (بهار)      | Qīngchūn (青春)              | وانگ بینگ        | چین                                     |
| چهار دختر         | Les Filles D'olfa            | کائوتر بن هانیا  | تونس                                    |
| فردایی روشن‌تر     | Il sol dell'avvenire         | نانی مورتی       | ایتالیا                                 |
| ربوده‌شده          | Rapito                       | مارکو بلوکیو     | ایتالیا                                 |
| روزهای عالی       | Perfect Days                 | ویم وندرس        | آلمان، ژاپن                             |
| روی علف‌های خشک    | Kuru Otlar Üstüne            | نوری بیلگه جیلان | ترکیه                                   |
| شیمر              | La Chimera                   | آلیچه رورواکر    | ایتالیا، فرانسه، سوئیس                  |
| فتنه‌گر            | Firebrand                    | کریم عینوز       | انگلستان                                |
| کلوب صفر          | Club Zero                    | جسیکا هاسنر      | اتریش، دانمارک، فرانسه، آلمان، بریتانیا |
| اشتیاق دودن بوفان | La Passion de Dodin Bouffant | تران آن هونگ     | فرانسه                                  |
| منطقه تقاطع       | The Zone of Interest         | جاناتان گلیزر    | بریتانیا، لهستان، ایالات متحده آمریکا   |
| مگس‌های سیاه       | Black Flies                  | ژان-استفان ساوار | ایالات متحده                            |
| می دسامبر         | May December                 | تاد هینز         | ایالات متحده                            |
| هیولا             | Kaibutsu (怪物)              | هیروکازو کورئیدا | ژاپن                                    |

### نوعی نگاه
فیلم‌های زیر برای بخش نوعی نگاه انتخاب شدند:
| عنوان فارسی                        | عنوان اصلی                | کارگردان(ها)                   | کشور (های) تولیدکننده                          |
| ---------------------------------- | ------------------------- | ------------------------------ | ---------------------------------------------- |
| آیه‌های زمینی                       |                           | علی عسگری، علیرضا خاتمی        | ایران                                          |
| اگر فقط می‌توانستم خواب زمستانی کنم | If Only I Could Hibernate | ذوالجارگل پوروداش              | مغولستان                                       |
| بزهکاران                           | Los Delincuentes          | رودریگو مورنو                  | آرژانتین                                       |
| بسته‌ها                             | Les Meutes                | کمال لزراق                     | مراکش                                          |
| پادشاهی حیوانات (فیلم افتتاحیه)    | La Regne Animal           | توماس کیلی                     | فرانسه                                         |
| پسر جدید                           | The New Boy               | وارویک تورونتون                | استرالیا                                       |
| چگونه رابطه جنسی داشته باشیم       | How to Have Sex           | مولی منینگ واکر                | انگلستان                                       |
| چیزی برای از دست‌دادن نیست          | Rien à Perdre             | دلفین دیلوژت                   | فرانسه                                         |
| بدرود جولیا                        | Goodbye Julia             | محمد کردفانی                   | سودان، مصر، آلمان، فرانسه، سوئد، عربستان سعودی |
| روزالی                             | Rosalie                   | استفانی دی جوستو               | فرانسه                                         |
| شکستن یخ                           | The Breaking Ice          | آنتونی چن                      | سنگاپور                                        |
| طبیعت عشق                          | Simple Comme Sylvain      | مونیا شکری                     | کانادا                                         |
| فال                                | Augure                    | بالوجی تشیانی                  | بلژیک، جمهوری دموکراتیک کنگو                   |
| گل بوریتی                          | Crowrã                    | ژوائو سالاویزا، رنه نادر مسورا | برزیل                                          |
| مادر تمام دروغ‌ها                   | Kadib Abyad               | اسماء المودیر                  | مراکش                                          |
| مهاجران                            | Los Colonos               | فیلیپه گالویز                  | شیلی، آرژانتین                                 |
| نومید                              | Hwaran (화란)             | کیم چانگ-هون                   | کره جنوبی                                      |

### خارج از رقابت
فیلم‌های زیر برای اکران خارج از رقابت انتخاب شدند:
| عنوان فارسی                   | عنوان اصلی                            | کارگردان(ها)     | کشور (های) تولیدکننده |
| ----------------------------- | ------------------------------------- | ---------------- | --------------------- |
| ایندیانا جونز و گردانه سرنوشت | Indiana Jones and the Dial of Destiny | جیمز منگولد      | ایالات متحده          |
| بنیادین (فیلم اختتامیه)       |                                       | پیتر سون         | ایالات متحده          |
| تار عنکبوت                    | Geomijib (거미집)                     | کیم جی-وون       | کره جنوبی             |
| قاتلان ماه کامل               | Killers of the Flower Moon            | مارتین اسکورسیزی | ایالات متحده          |
| ژان دو باری (فیلم افتتاحیه)   | Jeanne du Barry                       | مایوین           | فرانسه                |
| مجموعه‌های تلویزیونی           |                                       |                  |                       |
| آیدل                          | The Idol                              | سام لوینسون      | ایالات متحده          |
| «نمایش‌های نیمه‌شب»             |                                       |                  |                       |
| اسید                          | Acide                                 | جاست فیلیپات     | فرانسه                |
| عمر لا فریس                   | Omar La Fraise                        | الیاس بلکدار     | فرانسه                |
| کندی                          | Kennedy                               | آنورانگ کاشیاپ   | هند                   |

### افتتاحیه در کن
فیلم‌های زیر برای نمایش در بخش اکران کن انتخاب شدند:
| عنوان فارسی        | عنوان اصلی               | کارگردان(ها)  | کشور (های) تولیدکننده |
| ------------------ | ------------------------ | ------------- | --------------------- |
| بونارد، پیر و مارث | Bonnard, Pierre & Marthe | مارتین پروو   | فرانسه                |
| چشمانت را ببند     | Cerrar los ojos          | ویکتور اریسه  | اسپانیا، آرژانتین     |
| عشق آمد            | Le Temps d'aimer         | کاتل کویلیوره | فرانسه                |
| کوبی               | Kubi                     |               | ژاپن                  |

### اکران‌های ویژه
| عنوان فارسی       | عنوان اصلی                     | کارگردان(ها)       | کشور (های) تولیدکننده  |
| ----------------- | ------------------------------ | ------------------ | ---------------------- |
| آنسلم (صدای زمان) | Anselm (Das Rauschen Der Zeit) | ویم وندرس          | آلمان                  |
| تصویر ارواح       | Retratos Fantasmas             | کلبر مندونسا فیلیو | برزیل                  |
| شهر اشغال‌شده      | Occupied City                  | استیو مک‌کوئین      | ایالات متحده، انگلستان |
| مرد سیاه‌پوش       | Man in Black                   | وانگ بینگ          | چین                    |

### فیلم‌های کوتاه
- جنگ‌های خنده‌دار[ب] اثر ژان-لوک گدار[۱۱]
- سبک عجیب زندگی اثر پدرو آلمودوار[۱۲][۱۳][۱۴]

## جوایز رسمی

#### بخش مسابقه
- نخل طلا: آناتومی یک سقوط اثر ژوستین تریه
- جایزه بزرگ: می دسامبر اثر تاد هینز